# (39654) 1995 UP
1995 يو بي (ويعرف أيضًا باسم (39654) 1995 يو بي وفق تسمية الكوكب الصغير) (بالإنجليزية: 1995 UP)‏ هو كويكب ضمن حزام الكويكبات؛ وترتيبه 39654 من حيث الاكتشاف.
اكتُشف هذا الجُرم الفلكي بواسطة Valter Giuliani ‏ في 19 أكتوبر 1995.

## وصلات خارجية
- (39654) 1995 UP في قاعدة بيانات مختبر الدفع النفاث لأجرام النظام الشمسي الصغيرة

- الاكتشاف · مخطط المدار ·  العناصر المدارية · المعلمات المادية

- (39654) 1995 UP على موقع ويكي سكاي: DSS2, SDSS, GALEX, IRAS, Hydrogen α, X-Ray, Astrophoto, Sky Map, Articles and images